# Eugène Laurent
Eugène Laurent est un homme politique français né le 30 mars 1863 à Jouet-sur-l'Aubois (Cher) et mort le 22 novembre 1933 à Nevers (Nièvre).

## Biographie
Entrepreneur en plomberie, il est conseiller municipal de Nevers et conseiller général. Il est député de la Nièvre de 1914 à 1919 et siège au groupe socialiste.
Il est inhumé au cimetière Jean-Gautherin à Nevers.